# Mbarara
Mbarara egy nagyváros Nyugat-Ugandában. Ez a legfőbb adminisztratív, közigazgatási és üzleti város Délnyugat-Ugandában. A hatodik legnépesebb település közel 85 000-es lakossággal az Uganda városainak körében.

## Elhelyezkedése
A város körülbelül 290 km-re helyezkedik el a fővárostól, Kampalától. Fontos közlekedési csomópont, sok kis út ágazik el a központban. A közelben van a Mburo-tó Nemzeti Park.

## Áttekintés
Az "Mbarara" szónak az a gyökere, hogy az angol gyarmatosítók rosszul mondták ki a mburara szót, amely egy fűféle volt, amellyel a környékbeli teheneket legeltették.
A város utcáit különféle, a városhoz köthető hírességekről (lehet ez ember, intézmény, földrajzi név) nevezték el. Például a Mbarara High Street (Fő utca) a város legprominensebb gimnáziumairól, a Mbaguta Street Ankole egyik miniszterelnökéről, vagy a Bishop Willis Street, amely egy helybeli püspökről (az első fehér ember aki járt a városban) lettek elnevezve.

## Emberi tevékenységek
A város határában található Uganda legnagyobb tejfeldolgozó-üzeme. Az itt készített tejet a környékre, majd Kampalába és onnan a többi városba szállítják. Ezért hívják a város A tej földjének.
A városban van az az Ugandai Önkormányzatok Szövetségének (Uganda Local Governments Association) székhelye. 2004-ben egy nagy konferenciát rendeztek, ahová minden település polgármestere hivatalos volt. A város továbbra is végzi e feladatot.

## Közlekedés
A Mbarara - Katuna út (amely a Ruandai határnál ér véget) felújítása 2011 és 2015 közt esedékes. A felújítás része az is, hogy a város kap egy elkerülőutat, amely délről elkerüli a várost. Így a közlekedés felgyorsul. Tervek szerint a ruandai és a burundi kormányokkal együttműködve az útvonal két végpontja Bujumbura és Kampala lesz. Az útépítés ugandai szakasza 210 millió dollárba kerül, amelyből az Európai Unió 153 millió dollárt az EU áll.

## Népesség
A 2002-es népszámlálás adatai alapján Mbarara város lakossága 69 400 fő volt. 2010-ben az Ugandai Statisztikai Hivatal (UBOS) 82 400 fős lakosságot becsült a város népességének. A 2011-es év közepén az UBOS mintegy 83 700 főre becsülte a város lakosságát.

## Oktatás
A város szívében található a Mbarara Műszaki és Tudományegyetem (Mbarara University of Science & Technology; MUST), amelyet 1989-ben alapítottak. Előtte is voltak felsőfokú intézmények a városban. Például az Egyház által fenntartott Stuart Püspök Egyetem (Bishop Stuart University), vagy a csak lányoknak fenntartott Mbarara Főiskola (Mbarara High School).